# AH(嗚呼)
AH(嗚呼)は、日本の2人組セルフプロデュースアイドルユニット。レコードレーベルはELECTRIC LANDLADY RECORDS。関西を拠点に活動している。

## 概要
2015年、BUZZアミューズメントプロダクト所属だったメンバーから選出され、AHが結成された。現在はセルフプロデュースであるが、結成当初は事務所のプロデューサーにより運営方針や楽曲などが決められた。メンバー2人によるとグループ名は「エンジェルハートの略」と説明されたことがあるという。
セルフプロデュースに移行後、検索しにくいことから改名し、AH(嗚呼) を正式表記とする。AH(嗚呼) の表記は "AH()" がすべて半角英数、"嗚呼" は全角漢字である。
上記移行後の楽曲はすべてメンバーであるりりかる＊ことぱぉが手がけ、振付はSuzuが手がけている。また、メンバーが旅館の若女将、介護士であることも公言している。りりかる＊ことぱぉは父が経営者。Suzuは母が経営者であり、ともに2世を自称する。

## メンバー
| 名前               | よみ             | 生年月日 | 血液型 | 出身地 | 担当                       | 備考 |
| ------------------ | ---------------- | -------- | ------ | ------ | -------------------------- | --- |
| りりかる＊ことぱぉ | りりかることぱお | 8月17日  | A型    | 滋賀県 | 楽曲制作、プロデュース全般 | 普段は滋賀県高島市の温泉宿「宝船温泉 湯元ことぶき」の若女将。立命館大学卒。 本名は大久保琴江。レーベル・ELECTRIC LANDLADY RECORDSの代表も務める。 |
| Suzu               | すず             | 11月28日 | O型    | 大阪府 | 全曲の振付                 | 普段は大阪府の介護施設（施設名非公表）の介護士管理者相談員兼スタッフ。近畿大学卒。 過去には大人数アイドルグループに在籍しTIFへの出演経験有。      |

## 略歴

### 2015年
- 6月 - 大阪MUSEにて初LIVE/初のシングル「リッジモンド・ハイ」発売（販売終了）衣装はことぱぉがセールで買ったgalaxxxyのワンピースに自分で袖をつけたもの。これは今でもまれに着用する。
- 8月 - ことぱぉが作詞作曲した2曲入りシングル「おなかがいっぱい」発売（販売終了）
- 12月 - 3枚目のシングル「恋のフリスビーアゲイン」発売（販売終了）

### 2016年
- 3月 - セルフプロデュース、新体制となる。今までの楽曲を捨て、全ての楽曲制作をことぱぉ、振り付けをSuzuがそれぞれ担当することを決定。
- 3月30日 - アイドル甲子園WESTのラスト回、新体制でのはじめてのライブ。
- 4月 - セルフプロデュース化に伴い、過去にリリースした3枚のシングルの販売を終了。
- 4月26日 - ”新生AH”としての初シングル「彼女になりたい」を発売。
- 8月17日 - ことぱぉの誕生日当日に生誕祭を難波メレにて開催。同日6曲入りデモアルバムを発売開始（完売）。
- 11月5日 - 「宝船ファミリーキャンプ場」にて音楽イベント「温泉ムジークBBQ」開催。
- 11月29日 - Suzu生誕祭を難波メレで開催。「蒼/フォトジェニック」発売。初回売り上げ18枚。

### 2017年
- 3月2日 - タワレコTV配信放送「アイドル三十六房」出演。放送時に表記をAH(嗚呼)に変更するとその場で決定、発表。
- 5月14日 - 「KYOTO TOWN NIGHT FEVER」発売、「DEMO2」発売。
- 7月 - 雑誌『ブブカ』8月号「ライブ アイドル a go go」にて「KYOTO TOWN NIGHT FEVER」が紹介される。地下アイドルまとめブログ&総合サイトにて「ことぱぉの若女将切り盛り旅館日記」連載開始。
- 8月15日 - 「蒼」「KYOTO TOWN NIGHT FEVER」タワーレコード梅田NU茶屋町で取り扱い開始。
- 8月17日 - 難波メレにてバンド編成によるファーストワンマンライブ開催。同日「温泉EDM」発売（完売）。
- 9月 - 「蒼」「KYOTO TOWN NIGHT FEVER」タワーレコード渋谷店、新宿店で取り扱い開始。ブブカ10月号「マブ論」にて「KYOTO TOWN NIGHT FEVER」が紹介される。「鎮守の森」発売開始。
- 12月3日 - Suzu生誕大感謝祭「湯けむりディナーショー」(LOFT PLUS ONE WEST) 開催。近江牛あぶり寿司に使うシャリを120貫家に忘れてきてバンドメンバーに急遽握せる事態となる。
- 12月28日 - 「南波一海のアイドル三十六房 年忘れ!R-グランプリ」にて「KYOTO TOWN NIGHT FEVER」4位受賞。

### 2018年
- 3月2日 - 「とっておきの裏切り」発売。タワーレコードとのディストリビューション契約を発表。自主レーベル「ELECTRIC LANDLADY RECORDS」開設を発表。
- 5月19日、出川哲朗が番組で温泉旅館「宝船温泉」を訪問したことをきっかけに楽曲「KYOTO TOWN NIGHT FEVER」のミュージックビデオに出演[4]。
- 3月9日 - タワーレコード渋谷店移転23周年記念作品の限定5曲入りCD「とっておきのディスク」販売開始。
- 7月11日 - 初の全法人流通フルアルバム『DOPPEL』発売。初回限定盤と通常盤の2種類。初回限定盤は近江牛をふんだんにアピールした、トレイにラップをして仕上げた本格仕様。CDの盤面・歌詞カードも近江牛仕様となっている。
- 7月17日 - AbemaTV「矢口真里の火曜The Night」出演。
- 8月17日 -ことぱぉ誕生日当日に、AH(嗚呼)2nd ワンマンライブ“シュッ”を大阪club vijonにて開催。

### 2019年
- 4月12日 - りりかる＊ことぱぉが関西テレビ「よ～いドン！」となりの人間国宝さんに認定。
- 5月9日 - MBS毎日放送「メッセンジャーの○○は大丈夫なのか？」出演。
- 6月2日 - りりかる＊ことぱぉ、朝日放送「もう少し、嫌な奴」出演。
- 8月1日 - りりかる＊ことぱぉ、朝日放送「おはよう朝日土曜日です」出演。

### 2020年
- 1月19日 - Suzuが4月17日に大阪MUSEで開催予定のワンマンライブにて卒業することを発表。
- 4月17日 - 新型コロナ感染拡大防止のため国が発令した緊急事態宣言の発令を受け大阪MUSEが休業になったため、ことぱぉ・Suzuともに自宅よりリモートでライブ配信を行う。AH(嗚呼)というグループ名はりりかる＊ことぱぉ一人で引継ぎ、ソロとして活動することを発表。以後出演などはすべてことぱぉ一人での出演となる。同日、2021年4月17日にリベンジワンマンを大阪MUSEにて行うことを発表。
- 6月10日 - 毎日放送「ミント！」出演
- 7月13日 - NHK「ぐるっと関西おひるまえ」出演。
- 8月10日 - MBS「痛快！明石家電視台」出演。
- 8月18日 - フジテレビ「国分太一のお気楽さんぽ」出演。

### 2021年
- 4月17日 - AH(嗚呼)最後のCD「愛的不可思議」発売。

## 出演

### テレビ
- 情報・ニュースとりどり　ゲツ→キン　(2018年1月17日、eo光チャンネル)  KYOTO TOWN NIGHT FEVER 歌唱
- 出川哲朗の充電させてもらえませんか?（2018年5月19日、テレビ東京）[5]
- びわこ放送「オモロしが」(2020/9/11)
- びわこ放送「滋賀経済NOW」(2020/8/22)
- フジテレビ「国分太一のお気楽さんぽ」(2020/8/18)
- MBS「痛快！明石家電視台」(2020/8/10)
- NHK「ぐるっと関西おひるまえ」(2020/7/13)
- NHK「おうみ発６３０」（2020/7/17)
- 毎日放送「ミント！」(2020/6/10）
- 朝日放送「おはよう朝日土曜日です」(2019/08/10)
- 朝日放送「もう少し、嫌な奴」(2019/06/02)
- ＭＢＳ毎日放送「メッセンジャーの○○は大丈夫なのか？」（2019/05/09)
- 関西テレビ「よ～いドン！」となりの人間国宝さんに認定されました（2019/04/12）
- ＦＭ滋賀e-radio[style]「平和堂マイデイリーライフ」（2019/03/20）

### ウェブテレビ
- 矢口真里の火曜The NIGHT（2018年7月18日、12月19日[6]、AbemaTV）

## ＣＤ

### アルバム
- ＤＯＰＰＥＬ

## 楽曲提供
- Chelip 9thCD『サマータイムシンデレラ/フラッシュバック』（2018年11月7日）

フラッシュバック（りりかる＊ことぱぉ　作詞・作曲・編曲）
- てら＊ぱるむす 2ndAL 『金ひかる輪っかの際にて、』 (2019年2月10日)

poku (りりかる＊ことぱぉ 作曲)